# Vizantea-Livezi
Vizantea-Livezi est une commune du județ de Vrancea en Roumanie. Elle est composée de cinq villages : Livezile, Mesteacănu et Piscu Radului qui forment à eux trois l'ancienne commune de Livezi, et Vizantea Mănăstirească ainsi que Vizantea Răzășească qui forment l'ancienne commune de Vizantea.
La commune est jumelée avec la commune française d'Épinay-sur-Orge, en Essonne (91).

## Démographie
D'après le recensement de 2011, la commune serait peuplée de 99.9% de Roumains, à 69.2% Orthodoxes et 30.5% Catholiques. Cependant la commune serait peuplée en partie de descendants de Hongrois appartenant à l'ethnie des Csángós, le Hongrois ayant d'ailleurs été principalement parlé à Vizantea avant la fin du XXe siècle.